# Der Wildeste unter Tausend
Der Wildeste unter Tausend ist ein Westerndrama von Martin Ritt aus dem Jahr 1963 mit Paul Newman in der Hauptrolle. Ritt verfilmte hierbei den Roman Der Wildeste unter Tausend (Originaltitel: Horseman, Pass By) von Larry McMurtry. Die Rolle von Hud Bannon wurde eine von Newmans prägendsten Rollen, seine Mitdarsteller Patricia Neal und Melvyn Douglas sowie Kameramann James Wong Howe erhielten für ihre Leistungen den Oscar.

## Handlung
Im Texas der frühen 1960er Jahre betreibt die Familie Bannon eine Rinderfarm. Dazu gehören der Großvater Homer, dessen Sohn Hud sowie Lonnie Bannon, Homers Enkel und der Sohn von seinem anderen, seit langem verstorbenen Sohn. Homer leitet trotz seines Alters die Farm, doch Hud hat eigene Ideen und möchte mehr Einfluss. Er ist beruflich ambitioniert, zugleich trinkt er viel und geht mit verheirateten Frauen aus. Das stößt seinem prinzipientreuen Vater übel auf. Der jugendliche Lonnie bewundert sowohl seinen Großvater für dessen Charakter als auch seinen Onkel, letzteren für dessen selbstbewusstes Auftreten und Erfolg mit Frauen. Alle Frauen der Familie Bannon sind längst verstorben. Den Haushalt führt die geschiedene Alma, der Mutterersatz in der Familie und die Seele des Hauses. Alma ist zugleich Objekt der Begierde Huds als auch der etwas romantischeren Phantasien von Lonnie. Sie findet Hud zwar äußerlich attraktiv, hält sich aber von ihm fern, da sie in der Vergangenheit bereits schlechte Erfahrungen mit selbstbezogenen Männern gemacht hatte. 
Als ein Rind ohne erkennbaren Grund verendet, äußert der Veterinär den Verdacht auf Maul- und Klauenseuche. Während Homer abwarten will, was die endgültigen Tests ergeben, rät ihm Hud, die Herde noch rechtzeitig zu verkaufen, so dass der Käufer den Schaden hat. Der integre Homer lehnt dies ab und will die Konsequenzen tragen, auch wenn das die Farm in schwere finanzielle Turbulenzen bringt. Dies verstärkt das schon angespannte Verhältnis zwischen Vater und Sohn. Eines Abends gehen Hud und Lonnie miteinander aus und kommen sich menschlich näher. Hud enthüllt dabei, dass er einst für den Autounfall verantwortlich war, bei dem Lonnies Vater (und Homers Lieblingssohn) starb. Im Haus kommt es zu einem Eklat zwischen Hud und Homer, da dieser fürchtet, dass Hud seinen Enkel korrumpieren könne. Homer erklärt seinem Sohn, dass er schon vor dem Autounfall eine Abneigung gegen ihn verspürt habe, da er immer nur an sich selbst denke. 
Nach Beendigung des Tests stellt sich der Verdacht der Maul- und Klauenseuche als korrekt heraus. Die Rinder müssen getötet werden, die Existenz der Familie ist in Frage gestellt. Hud fordert, auf der Ranch nach ungefördertem Öl zu bohren. Sein Vater möchte keine „Löcher in das Land“ schlagen und stattdessen auf mühseligem Wege wieder die Rinderzucht aufbauen. Hud versucht mithilfe eines Anwalts, seinen Vater für geistig unzurechnungsfähig zu erklären, um die Farm zu übernehmen. Beweis für diese Unzurechnungsfähigkeit sollen die kranken Rinder sein, die Homer gutgläubig kaufte. Er versucht auch Lonnie für diese Intrige auf seine Seite zu ziehen, doch der ist angewidert. Nach einem erneuten Streit mit seinem Vater dringt der stark betrunkene Hud in das Zimmer von Alma ein und versucht sie zu vergewaltigen, wird aber von Lonnie im letzten Moment daran gehindert. Alma kann sich nach dem Vorfall keine Zukunft mehr bei den Bannons vorstellen und reist auf der Suche nach einer neuen Stelle ab. 
Homer Bannon erträgt die Massenerschießung seiner Tiere sowie die Intrigen seines Sohnes mit Würde, seine Gesundheit ist aber immer stärker beeinträchtigt. Nach einem Reitunfall ist Homer schwer verletzt, verspürt keinen Lebenswillen mehr und stirbt schnell. Als neuer Besitzer der Farm plant Hud, nach Öl zu suchen, und hofft darauf, dass Lonnie mit seinem Erbteil mit ihm etwas Neues aufbaut. Jedoch gibt Lonnie ihm die Schuld am Tod Homers und geht ebenfalls. Hud bleibt allein zurück. Zwar hat er nun freie Bahn für seine Pläne und niemanden, der ihm moralische Vorwürfe macht, doch glücklich ist er nicht.

## Produktionshintergrund
Gedreht wurde in der Region des Texas Panhandle, genauer genommen in und um die Ortschaft Claude. Gedreht wurde ab Mai 1962, zunächst in Texas bis Ende Juni, anschließend für vier weitere Wochen in Hollywood für die in Innenräumen spielenden Szenen.
Zu den Darstellern von kleinen Nebenrollen gehören unter anderem John Ashley als Hermy, Val Avery als Jose, George O. Petrie als Joe Scanlon, Curt Conway als Truman Peters und Yvette Vickers als Lily Peters.

## Rezeption
Phil Hardy hält den Film für einen „überragenden zeitgenössischen Western“, der für seine Protagonisten „keine Erlösung“ biete. Howes Schwarz-Weiß-Fotografie fange ihre „geistige Verzweiflung“ perfekt ein. Joe Hembus sieht „das Ende des Cowboy-Kults in einem der besten Post-Western“, nur gebe Newman seiner Rolle des gescheiterten Trinkers „mehr Glamour, als dem Film wohltut.“
Zur Überraschung von Paul Newman und Regisseur Martin Ritt, der Hud als „Hurensohn“ sah, entwickelte die Figur des Hud insbesondere bei jüngeren Zuschauern eine große Beliebtheit. Texas Monthly bezeichnete die Figur in einem Artikel von 2023 als den vielleicht „meistgeliebten Bastard“ unter allen texanischen Figuren und Persönlichkeiten. Pauline Kael besprach den Film 1964 ausführlich in ihrem Artikel "Hud," Deep in the Divided Heart of Hollywood in der filmwissenschaftlichen Fachzeitschrift Film Quarterly. Sie empfand den Film als „schizoid“, da die Filmemacher eigentlich den materialistischen Lebensstil vieler US-Amerikaner kritisieren wollten, aber dieser in der Figur Newmans dann doch „cool“ wirkte.

## Auszeichnungen
Der Wildeste unter Tausend wurde für die Oscarverleihung 1964 siebenmal nominiert. Patricia Neal gewann in der Kategorie Beste Hauptdarstellerin und Melvyn Douglas in der Kategorie Bester Nebendarsteller die Statue. Bemerkenswerterweise steht Neal, obwohl im Gegensatz zu Douglas als Hauptdarstellerin nominiert, im Vorspann hinter diesem. Den dritten Oscar erhielt James Wong Howe für die Beste Kamera – Schwarzweiß. Für eine Trophäe nominiert waren Paul Newman als Bester Hauptdarsteller, Martin Ritt für die Beste Regie sowie das Szenenbild und das adaptierte Drehbuch.
Bei den Golden Globes waren beide noch leer ausgegangen und vielleicht auch deshalb bei der Preisverleihung nicht zugegen. Hauptdarsteller Paul Newman musste sich Sidney Poitier (Lilien auf dem Felde) geschlagen geben. Martin Ritt zog gegen Tony Richardson als Bester Regisseur den Kürzeren. Auch in den Kategorien Art Direction-Set Decoration und Bestes Drehbuch ging Der Wildeste unter Tausend leer aus.
Bei den Laurel Awards war der Film sehr erfolgreich. Er gewann die Preise für das Beste Drama, Newman den Preis als Bester Schauspieler in einem Drama, Patricia Neal als Beste Schauspielerin in einem Drama und Melvyn Douglas als Bester Nebendarsteller.
Bei den British Film Academy Awards 1964 wurde Patricia Neal als Beste ausländische Darstellerin ausgezeichnet, während Newman wiederum leer ausging.
Außerdem erhielten Patricia Neal und Melvyn Douglas den Preis der renommierten Kritikervereinigung des National Board of Review als Beste Darstellerin bzw. als Bester Nebendarsteller.
Bei den NYFCC Awards konnte Patricia Neal ebenfalls die Trophäe gewinnen. Außerdem wurde dort noch das Drehbuch ausgezeichnet.
2018 wurde der Film in das National Film Registry aufgenommen.